# Eduardo Francisco Pironio
Eduardo Francisco kardinál Pironio (3. prosince 1920, Nueve de Julio – 5. února 1998, Řím) byl argentinský římskokatolický arcibiskup a kardinál, působící v římské kurii. Katolická církev jej uctívá jako blahoslaveného.

## Život
Narodil se dne 3. prosince 1920 v Nueve de Julio v provincii Buenos Aires jako poslední z dvaceti dvou dětí (jedno nenarozené) Josého Pironia a Enriquety Rosy Butazzoni, kteří emigrovali z italské obce Pavia di Udine. Absolvoval základní vzdělání, načež vstoupil do kněžského semináře La Plata, kde studoval filozofii i teologii a připravoval se na kněžství.
Na kněze byl vysvěcen biskupem z Mercedes Anunciadem Serafinim v bazilice Panny Marie Lujánské v Lujánu dne 5. prosince 1943. Ve studiu pokračoval v letech 1953–1955 na Papežské univerzitě svatého Tomáše Akvinského v Římě, kde získal licenciát z teologie.
V letech 1944–1959 pracoval na semináři v Mercedesu. Mezi lety 1959–1959 působil jako generální vikář diecéze Mercedes a poté v letech 1960–1964 jako rektor Metropolitního semináře Villa Devoto v arcidiecézi Buenos Aires. Roku 1963 byl rektorem teologické fakulty Argentinské katolické univerzity. V letech 1962–1964 se jako expert účastnil druhého zasedání II. vatikánského koncilu.
Dne 24. března 1964 jej papež sv. Pavel VI. jmenoval pomocným biskupem diecéze La Plata a titulárním biskupem z Caeciri. Biskupské svěcení přijal dne 31. května 1964 z rukou biskupa z La Plata Antonia José Plaza v bazilice Panny Marie Lujánské v Lujánu. Spolusvětitely byli biskupové Antonio Quarracino a Luis Juan Tomé. V letech 1964–1965 se zúčastnil již jako koncilní otec (biskup) dalších zasedání II. vatikánského koncilu. Po odstoupení biskupa Jerónima Podestá sloužil v mezi lety 1967–1968 jako apoštolský administrátor diecéze Avellaneda.
V letech 1967–1972 byl generálním sekretářem Rady latinskoamerických biskupských konferencí a v letech 1972–1975 byl jejím předsedou. Po tři roky zastával funkci národního poradce argentinské Katolické akce. Účastnil se také místního biskupského synodu roku 1967 a roku 1968 konference latinskoamerických biskupů v Kolumbii. Dne 19. dubna 1972 byl papežem sv. Pavlem VI. jmenován biskupem diecéze Mar del Plata.
Roku 1974 vedl postní duchovní cvičení pro papeže a Římskou kurii. Dne 20. září 1975 byl jmenován pro-prefektem Dikasteria pro společnosti zasvěceného života a společnosti apoštolského života a titulárním arcibiskupem z Thiges.
Dne 24. května 1976 jej papež sv. Pavel VI. kreoval kardinálem-jáhnem ze Santi Cosma e Damiano a současně s tím byl povýšen na prefekta dikasteria, kterým byl do té doby pro-prefektem. Zúčastnil se konkláve v srpnu 1978, při kterém byl zvolen papežem bl. Jan Pavel I. a konkláve v říjnu 1978, při kterém byl zvolen papežem sv. Jan Pavel II. Některými byl považován za možného adepta pro papežský úřad. Roku 1979 se zúčastnil další konference latinskoamerických biskupů v Mexiku a v dalších letech i několika biskupských synod.
Dne 8. dubna 1984 jej papež sv. Jan Pavel II. jmenoval předsedou Papežské rady pro laiky. Ze své pozice pomáhal s organizací Světových dnů mládeže roku 1984. Účastnil se také několika biskupských synod. V letech 1985–1989 byl předsedou Papežské rady pro pastoraci zdravotníků. Dne 22. června 1987 byl povýšen na kardinála-kněze pro hac vice, kdy mu zůstal stávající titulární kostel. Dne 11. července 1995 jej papež sv. Jan Pavel povýšil na kardinála-biskupa ze Sabina-Poggio Mirteto.
Roku 1992 se zúčastnil další konference latinskoamerických biskupů v Dominikánské republice. Byl jmenován papežským vyslancem na 5. národním mariánském kongresu v Ekvádoru roku 1992. Roku 1996 rezignoval na post předsedy Papežské rady pro laiky a odešel na odpočinek.
Zemřel dne 5. února 1998 v Římě na rakovinu kostí. Pohřebním obřadům předsedal papež sv. Jan Pavel II. za účasti 27 kardinálů dne 7. února 1998 v bazilice sv. Petra. Poté byly ostatky byly převezeny do Buenos Aires a po mši svaté, které předsedal arcibiskup z Buenos Aires kardinál Antonio Quarracino byly pohřbeny v levém bočním oltáři baziliky Panny Marie Lujánské v Lujánu.

## Úcta
Jeho beatifikační proces započal dne 24. března 2006, čímž obdržel titul služebník Boží. Dne 18. února 2022 jej papež František podepsáním dekretu o jeho hrdinských ctnostech prohlásil za ctihodného. Dne 8. listopadu 2023 byl uznán zázrak na jeho přímluvu, potřebný pro jeho blahořečení.
Blahořečen pak byl dne 16. prosince 2023 na Plaza General Belgrano před bazilikou Panny Marie Lujánské v Lujánu. Obřadu předsedal jménem papeže Františka kardinál Fernando Vérgez Alzaga.
Jeho památka je připomínána 4. února. Bývá zobrazován v kardinálském oděvu.